# Zbuj, Kostopil
Zbuj (în ucraineană Збуж) este un sat în comuna Iapolot din raionul Kostopil, regiunea Rivne, Ucraina.

## Demografie
Componența lingvistică a localității Zbuj
     Ucraineană (99,52%)
     Alte limbi (0,48%)
Conform recensământului din 2001, majoritatea populației localității Zbuj era vorbitoare de ucraineană (99,52%), existând în minoritate și vorbitori de alte limbi.